# مارکو براچی
مارکو براچی (ایتالیایی: Marco Bracci؛ زادهٔ ۲۳ اوت ۱۹۶۶ در فلورانس) بازیکن سابق و مربی فعلی والیبال اهل ایتالیا است.

## تیم ملی
براچی یکی از بازیکن‌های نسل طلایی ایتالیا بود که مدال نقره المپیک ۱۹۹۶ آتلانتا و برنز ۲۰۰۰ سیدنی را با ایتالیا به دست آورد. 
مارکو در سال ۲۰۰۶ به عوان دستیار ماسیمو باربولینی انتخاب شد و خود او نیز از سال ۱۹۹۸ تا ۲۰۰۱ عضو تیم ملی ایتالیا بود.